# Hormosoma scotti
Hormosoma scotti is een zeeanemonensoort uit de familie Actinostolidae.
Hormosoma scotti is voor het eerst wetenschappelijk beschreven door Stephenson in 1918.